# Condado de Eleta
El condado de Eleta es un título nobiliario español creado por el rey Alfonso XIII en favor de Jaime Girona y Canaleta, senador del reino, el 19 de junio de 1893 por real decreto y el 17 de julio del mismo año por real despacho.

## Condes de Eleta
|                           | Titular                               | Periodo                   |
| Creación por Alfonso XIII | Creación por Alfonso XIII             | Creación por Alfonso XIII |
| ------------------------- | ------------------------------------- | ------------------------- |
| I                         | Jaime Girona y Canaleta               | 1893-1896                 |
| II                        | Manuel Girona y Canaleta              | 1896-1940                 |
| III                       | Jaime López de Carrizosa y de Ratibor | 1940-¿?                   |

## Historia de los condes de Eleta
La lista de sus titulares es la que sigue:
- Jaime Girona y Canaleta (m. 1896), I conde de Eleta, senador del reino y Gran Cruz de Isabel la Católica. Era hijo de Jaime Girona y Agrafel y nieto de Ignacio Girona y Targa. Falleció soltero y sin descendientes, por lo que le sucedió su hermano:

- Manuel Girona y Canaleta (m. 1940), II conde de Eleta. Soltero y sin descendencia. Le sucedió su sobrino:

- Jaime López de Carrizosa y de Ratibor, III conde de Eleta, V marqués de Mochales, XIII marqués de Casa Pavón, III conde de Moral de Calatrava. Era hijo de Javier López de Carrizosa y Girona, II conde de Moral de Calatrava, y de su mujer María Teresa de Ratibor y Grimaud d'Orsay, así como nieto paterno de Milagros Girona y Canaleta, hermana del I y II conde de Eleta, y casada con Álvaro López de Carrizosa y de Giles I Conde de Moral de Calatrava.

Casó con María del Rosario de Mariátegui y de Silva, XII duquesa de Almazán.